# James J. Bulger
James Joseph Bulger, Jr. (født 3. september 1929 i Dorchester, Massachusetts) – kendt som "Whitey" Bulger – er påstået leder af The Winter Hill Gang, en irsk-amerikansk krimimel organisation med base i Boston, Massachusetts. Han er den ældre bror til William Michael Bulger, tidligere formand for Massachusetts State Senate og University of Massachusetts.
Den 19. august 1999 blev Bulger person nummer 458 som blev tilføjet til FBI's Ten Most Wanted listen. Han er i øjeblikket eftersøgt for mord, sammensværgelse til at begå mord, afpresning, sammensværgelse om pengeafpresning, hvidvaskning af penge, sammensværgelse om at hvidvaskning af penge og narkotikadistribution.
Den 2. maj 2011 overtog han førstepladsen over de meste eftersøgte forbrydere på Most Wanted-listen efter Osama Bin Ladens død. Efter 16 år på flugt blev han den 22. juni anholdt i Californien af FBI, men havde indtil da haft held med at flygte bl.a. vha. bestikkelse af Massachusetts' regering og FBI.
Bulger blev den 14. november 2013 idømt dobbelt livstid plus fem år for bl.a. 11 mord, afpresning og pengehvidvask. Han mener, at sagen mod ham er humbug, og han har ikke villet lade sig afhøre.